# Noël Coward
Sir Noël Coward, nato Noël Peirce Coward (Teddington, 16 dicembre 1899 – Port Maria, 26 marzo 1973), è stato un commediografo, attore, regista nonché compositore di canzoni e produttore britannico.
Il teatro inglese, che nel XIX secolo aveva dato evidenti segni di crisi, nel periodo intercorso tra le due grandi guerre poté registrare una serie di trionfi grazie alle pantomime musicali di Noël Coward.

## Biografia

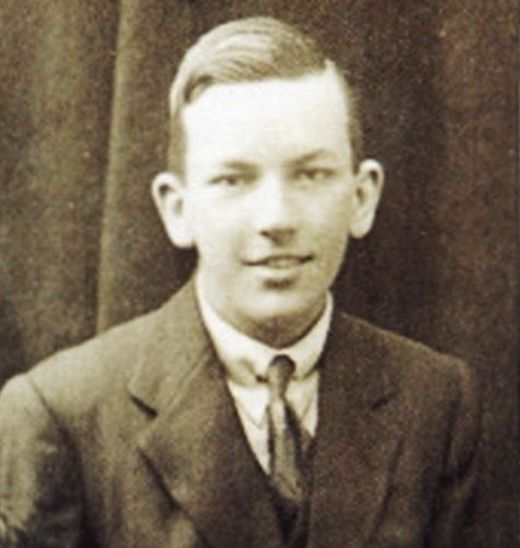
Coward adolescente

Coward nacque nel 1899 in Inghilterra, nel sobborgo londinese di Teddington, da Arthur Sabin Coward (1856-1937) e da Violet Agnes Coward (1863–1954), figlia di Henry Gordon Veitch, capitano della Royal Navy. Noël era il secondo di tre figli, il più grande dei quali morì all'età di sei anni. Il padre di Coward ebbe difficoltà finanziarie che ridussero la famiglia in povertà. Nonostante le difficoltà, Noël Coward iniziò presto a calcare le scene; frequentò la scuola del Chapel Royal Choir e apparve in alcuni concerti amatoriali già a sette anni. La sua istruzione fu irregolare, ma si dedicò a vaste letture.

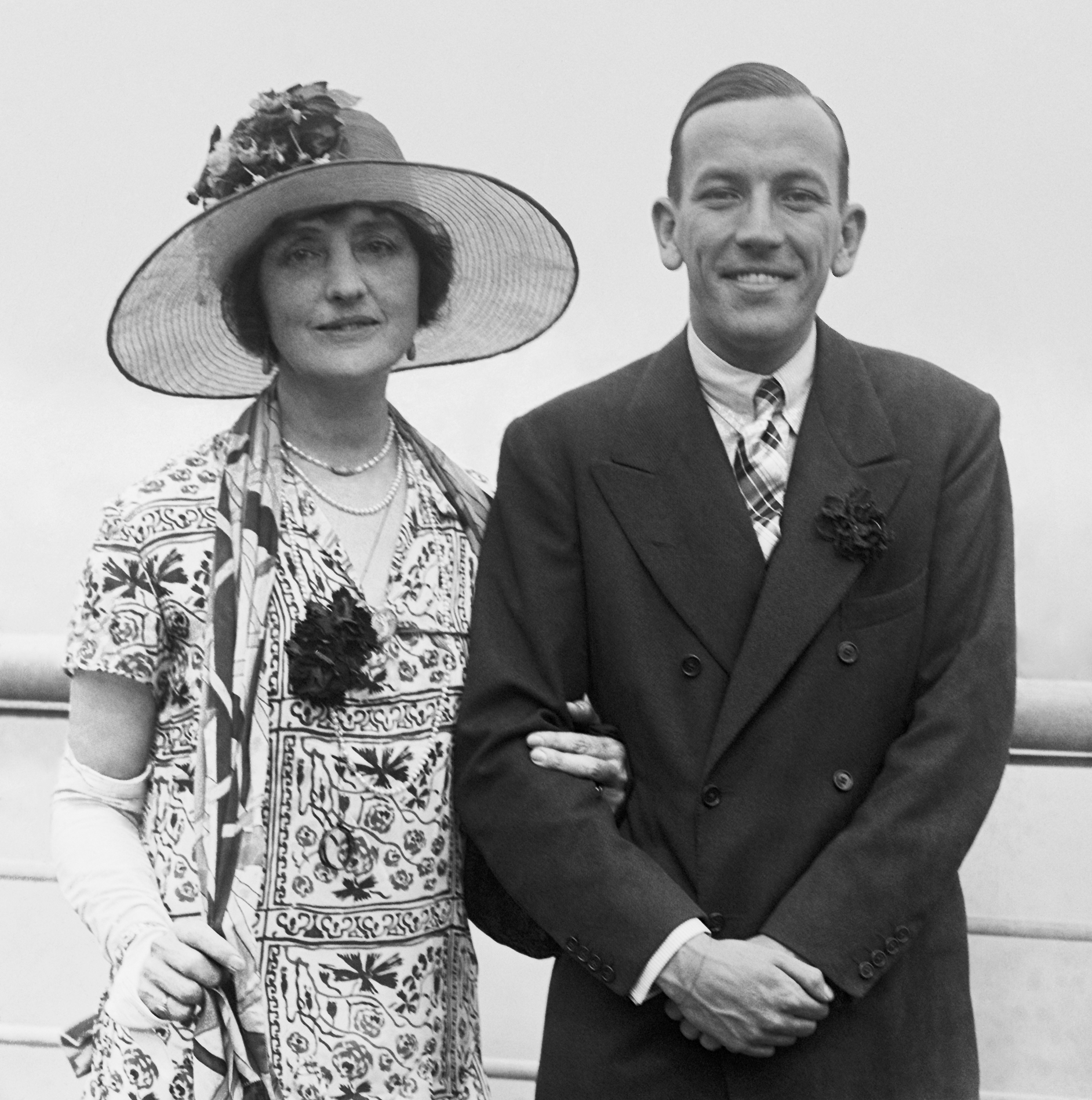
Coward con Lilian Braithwaite, interprete teatrale della commedia Il vortice

Incoraggiato dalla madre, che lo iscrisse a un'accademia di danza a Londra, il primo impegno professionale di Coward fu il ruolo del Principe Mitilo nella commedia per ragazzi The Goldfish, nel gennaio 1911. In Present Indicative, il suo primo libro di memorie, Coward scrisse: «Un giorno ... un piccolo annuncio apparve sul Daily Mirror... Una certa Miss Lila Field cercava un ragazzo di talento e di bell'aspetto per un ruolo nella sua produzione di una commedia fiabesca per ragazzi: The Goldfish. Questo mise fine a tutte le discussioni. Ero un ragazzo di talento, Dio solo lo sa, e quando ero lavato e aggiustato, ero di aspetto passabile. Non c'era quindi motivo per cui Miss Lila Field non mi saltasse addosso, ed entrambi credevamo che sarebbe stata davvero folle a lasciarsi scappare una così magnifica opportunità».
La sua prosa era arguta, spigliata, e le vicende riesumavano mode antiquate del periodo vittoriano ed edoardiano che, messe abilmente in mostra, costituiscono un autentico spasso per l'ascoltatore, ma danno poco alimento allo spirito. A Coward si devono anche alcune commedie di commento polemico ai fatti del giorno, ma anch'esse formano un quadro piuttosto compiaciuto della corruzione dell'alta società. Fra le sue opere maggiori si ricordano Bitter sweet, Vite Private, Cavalcade, Spirito allegro, Virtù facile, Angeli caduti, Valori relativi.
Molte delle sue commedie vennero adattate per lo schermo e per la TV. Le sue musiche e i suoi lavori teatrali vennero utilizzati in moltissime produzioni, soprattutto negli Stati Uniti d'America e nel Regno Unito, ma anche da registi e produttori francesi, greci, finlandesi, tedeschi, svedesi, jugoslavi, italiani, ungheresi, spagnoli. Lavorò come attore con Stanley Donen, Otto Preminger, Joseph Losey e David Wark Griffith, con il quale debuttò nel 1918.
La sua commedia Il vortice debuttò nel 1924 all'Everyman Theatre di Londra (in qualche occasione Coward fu sostituito da John Gielgud) spostandosi il 16 dicembre al Royalty Theatre e nel febbraio 1925 al Comedy Theatre e poi al Little Theatre, con la collaborazione dell'impresario teatrale Charles Blake Cochran. Il 16 settembre andò in scena all'Henry Miller's Theatre a Broadway, arrivando a 157 recite. Nel 1928 la sua rivista This Year of Grace ebbe la prima assoluta con successo al London Pavilion di Londra e giunse al Selwyn Theatre a Broadway con Coward e Beatrice Lillie, arrivando a 157 recite.

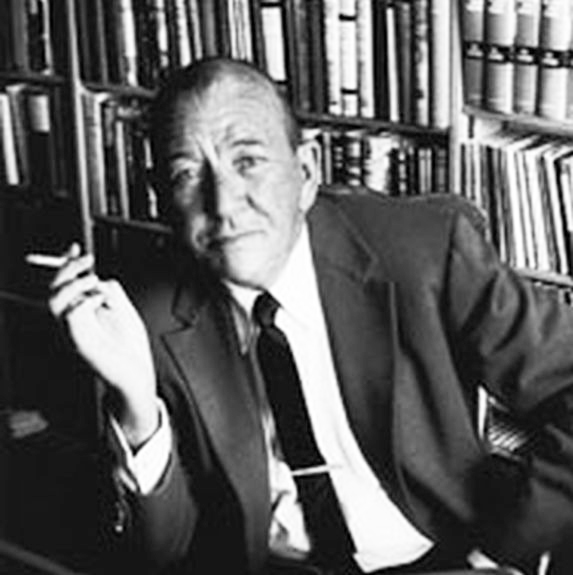
Coward nel 1963

Nel 1929 la sua operetta Bitter Sweet andò in scena all'His Majesty's Theatre di Londra con Alan Napier (noto negli anni '60 come Alfred Pennyworth, il maggiordomo di Batman), Austin Trevor (che interpretò il detective Hercule Poirot nei primi anni '30) e Robert Newton (noto come Long John Silver ne L'isola del tesoro, del 1950), giungendo a 697 recite e terminando al Lyceum Theatre. Questo lavoro ispirò il film Tzigana (1940) di W. S. Van Dyke con Jeanette MacDonald e Nelson Eddy. Tra i registi che girarono film tratti dalle commedie di Coward, vanno ricordati Alfred Hitchcock, David Lean, Ernst Lubitsch. Nel 2008, Stephan Elliott diresse Un matrimonio all'inglese (Easy Virtue), tratto dall'omonima commedia. 
Coward morì a Port Maria, sull'isola di Giamaica, all'età di 73 anni.

## Vita privata
Gli sono state attribuite relazioni sentimentali omosessuali con diverse persone, fra cui il pittore Philip Streatfeild, il principe Giorgio di Kent, il collega Graham Payn, il compositore americano Ned Rorem e l'attore Laurence Olivier.

## Premi e riconoscimenti
Il suo nome è stato inserito nella Songwriters Hall of Fame.

## Romanzo (unico)
- Il viaggio della regina, Elliot Edizioni, 2013

## Filmografia

### Sceneggiatore
- The Queen Was in the Parlour, regia di Graham Cutts (lavoro teatrale) (1927)
- Fragile virtù (Easy Virtue), regia di Alfred Hitchcock (lavoro teatrale) (1928)
- Vortex, regia di Adrian Brunel (lavoro teatrale) (1928)
- Private Lives, regia di Sidney Franklin (lavoro teatrale) (1931)
- Cavalcata (Cavalcade), regia di Frank Lloyd (lavoro teatrale) (1933)
- La principessa Nadia (Tonight Is Ours), regia di Stuart Walker (lavoro teatrale The Queen Was In the Parlor) (1933)
- Ottocento romantico (Bitter Sweet), regia di Herbert Wilcox (lavoro teatrale) (1933)
- Partita a quattro (Design for Living), regia di Ernst Lubitsch (lavoro teatrale) (1933)
- Les Amants terribles, regia di Marc Allégret (lavoro teatrale) (1936)
- Tzigana (Bitter Sweet), regia di W. S. Van Dyke (lavoro teatrale) (1940)
- We Were Dancing, regia di Robert Z. Leonard (lavoro teatrale Tonight at 8:30) (1942)
- Eroi del mare (In Which We Serve), regia di Noël Coward (1942)
- La famiglia Gibbon (This Happy Breed), regia di David Lean (lavoro teatrale - non accreditato) (1944)
- Spirito allegro (Blithe Spirit), regia di David Lean (lavoro teatrale e sceneggiatura) (1945)
- Breve incontro (Brief Encounter), regia di David Lean (lavoro teatrale Still Life - non accreditato) (1945)
- Lo spirito, la carne, il cuore (The Astonished Heart), regia di Antony Darnborough, Terence Fisher (lavoro teatrale) (1950)
- Meet Me Tonight, regia di Anthony Pelissier (lavoro teatrale Tonight at 8:30) (1952)
- L'ereditiera di Singapore (Pretty Polly), regia di Guy Green (storia) (1967)
- Parenthesi, regia di Takis Kanellopoulos (lavoro teatrale) (1968)
- La fidanzata ideale (Relative Values), regia di Eric Styles (lavoro teatrale) (2000)
- Un matrimonio all'inglese (Easy Virtue), regia di Stephan Elliott (dalla commedia di Noël Coward) (2008)

### Attore
- Cuori del mondo (Hearts of the World), regia di David W. Griffith non accreditato (1918)
- The Scoundrel, regia di Ben Hecht e Charles MacArthur (1935)
- Eroi del mare (In Which We Serve), regia di Noël Coward (1942)
- Spirito allegro (Blithe Spirit), regia di David Lean (1945)
- Lo spirito, la carne, il cuore (The Astonished Heart), regia di Antony Darnborough e Terence Fisher (1950)
- Il giro del mondo in 80 giorni (Around the World in Eighty Days), regia di Michael Anderson (1956)
- Il nostro agente all'Avana (Our Man in Havana), regia di Carol Reed (1959)
- Pacco a sorpresa (Surprise Package), regia di Stanley Donen (1960)
- Insieme a Parigi (Paris - When It Sizzles), regia di Richard Quine (1964)
- Bunny Lake è scomparsa (Bunny Lake Is Missing), regia di Otto Preminger - Wilson (1965)
- La scogliera dei desideri (Boom), regia di Joseph Losey (1968)
- Un colpo all'italiana (The Italian Job), regia di Peter Collinson (1969)

### Regista
- Eroi del mare (In Which We Serve) (1942)
- Ford Star Jubilee - serie TV, 3 episodi (1955-1956)
- Blithe Spirit (TV) (1956)

### Produttore
- Eroi del mare (In Which We Serve) (1942)
- La famiglia Gibbon (This Happy Breed), regia di David Lean (1944)
- Spirito allegro (Blithe Spirit), regia di David Lean (1945)
- Breve incontro (Brief Encounter), regia di David Lean (1945)
- The caretaker: il guardiano (The Caretaker) (1963)

### Compositore
- Eroi del mare (In Which We Serve) (1942)
- Lo spirito, la carne, il cuore (The Astonished Heart), regia di Antony Darnborough e Terence Fisher (1950)
- L'erba del vicino è sempre più verde (The Grass Is Greener), regia di Stanley Donen - tema originale, non accreditato (1960)